# Cryptus pusillus
Cryptus pusillus är en stekelart som beskrevs av De Stefani 1894. Cryptus pusillus ingår i släktet Cryptus och familjen brokparasitsteklar. Inga underarter finns listade i Catalogue of Life.